# Чижовиці (Сілезьке воєводство)
Чижовиці (пол. Czyżowice) — село в Польщі, у гміні Ґожице Водзіславського повіту Сілезького воєводства.
Населення — 3445 осіб (2011).
У 1975—1998 роках село належало до Катовицького воєводства.

## Демографія
Демографічна структура станом на 31 березня 2011 року:
|          | Загалом | Допрацездатний вік | Працездатний вік | Постпрацездатний вік |
| -------- | ------- | ------------------ | ---------------- | -------------------- |
| Чоловіки | 1658    | 357                | 1121             | 180                  |
| Жінки    | 1787    | 362                | 1079             | 346                  |
| Разом    | 3445    | 719                | 2200             | 526                  |